# Casa al carrer Panyó, 7 (Olot)
La casa al carrer Panyó, 7 d'Olot (Garrotxa) és una obra noucentista inclosa a l'Inventari del Patrimoni Arquitectònic de Catalunya.

## Descripció
És una casa rodejada d'un petit jardí. Té una torre que a la seva part baixa té dues arcades de mig punt separades per una columna i sobre d'elles hi ha una petita teulada que tapa un dibuix fet amb rajola de colors. Sota la teulada hi ha tres finestres a cada costat de la torre amb arcs de punt rodó. Al costat de la torre hi ha una galeria, actualment reconstruïda.

## Història
El racionalisme no disposa amb massa obres a Olot donat el curt període.